# Gilt Groupe
Gilt Groupe, Inc.  est une entreprise de commerce électronique américaine basée à New York. Fondé en 2007, Gilt Groupe fait des ventes flash en ligne, de vêtements et d'accessoires de couturiers pour femmes et hommes et se diversifie dans des destinations de Voyage haut de gamme à prix réduits. Ces ventes limitée dans le temps, durent généralement entre 36 et 48 heures. 
Gilt Groupe a son siège à New York, et ses entrepôts sont à  Brooklyn et Andover (Massachusetts).

## Histoire
La compagnie a été lancée en 2007 par le cofondateur de DoubleClick Kevin P. Ryan, Alexis Maybank un des premiers cadre d'eBay et Alexandra Wilkis Wilson la responsable des accessoires de Louis Vuitton et Bulgari. La compagnie se lance dans les vêtements et accessoires pour femme en novembre 2007, pour homme en avril 2008, Gilt Groupe est entré au Japon en février 2009, Gilt Fuse a été créé en août 2009 ainsi qu'un site de voyage nommé Jetsetter en septembre 2009.
Gilt Groupe a été extrêmement rapide à adopter les nouvelles applications pour vendre sur des supports mobiles et créer une stratégie commerciale adaptée à ces plateformes.  Le 29 septembre 2009, Gilt Groupe annonce le lancement de l'application Gilt pour l'iPhone sur l'App Store d'Apple. et revendique 7 % de ses ventes sur iPhone dès le premier weekend. 
De même, le 3 avril 2010, Gilt Groupe lance l'app Gilt pour iPad, devenant l'un des premiers site de commerce à se lancer sur l'iPad.  Pour promouvoir son application pour iPad, aux États-Unis, Gilt Groupe offrit un abonnement libre et 10$ de crédit aux 10 000 premiers abonnements à Gilt réalisés via l'app de l'iPad. Là encore, les ventes bondissent de 3 % en deux jours et positionne la jeune compagnie dans le peloton de tête des téléchargements d'applications.
En février 2014, Gilt Groupe se préparait à une introduction en bourse. Toutefois, la société a été vendue à la Hudson's Bay Company en janvier 2016 pour 250 millions de dollars.
À ce jour, Gilt Groupe a obtenu plus de 240 millions de dollars de financement total depuis la création des activités en novembre 2007. Ses investisseurs comprennent Matrix Partners, General Atlantic Partners, Softbank Group, New Enterprise Associates, DFJ Growth et Goldman Sachs.